# Løgneparadokset
Løgneparadokset handler om en person, der kommer med følgende udtalelse:
| Citat | Jeg lyver altid | Citat |
|       |                 |       |

Det er et yndet paradoks. Det eneste vi i virkeligheden kan slutte fra denne sætning er, at personen, der ytrede det, hverken altid taler sandt eller altid lyver.
Det er kun et paradoks, hvis det antages, at enhver løgner altid lyver, og alle andre altid taler sandt. Hvis han derimod kan finde på at lyve, når det passer ham, men for det meste siger sandheden, så er det ikke længere paradoksalt, at sige, at jeg altid lyver. Det er derimod paradoksalt at påstå, at denne sætning ikke er forkert.
Hvis han vitterligt løj om alt, ville han også lyve om dette, og så ville han ikke kunne sige denne sætning, da det så ville blive sandt, men hvis den blev sand, ville der være en ting han ikke løj om, netop denne sætning og så ville den blive falsk. Derfor vil denne sætning altid være en løgn. Den er en naturlig kontradiktion.
Et andet eksempel på et løgner paradoks er følgende:
"Der findes ingen sande sætninger"
-Hvis sætningen er sand, er den falsk.